# Guild Wars Prophecies
 (août 2010).
Si vous disposez d'ouvrages ou d'articles de référence ou si vous connaissez des sites web de qualité traitant du thème abordé ici, merci de compléter l'article en donnant les références utiles à sa vérifiabilité et en les liant à la section « Notes et références ».
Guild Wars Prophecies est le premier chapitre de la série Guild Wars, une série de jeux de rôle en ligne compétitifs (CORPG) développée par ArenaNet et éditée par NCsoft. Ce jeu est sorti le 28 avril 2005 en Europe, aux États-Unis, en Australie et en Corée du Sud, puis le 27 janvier 2006 au Japon et le 7 février 2006 à Taïwan, Macao et à Hong Kong.
Sortie fin automne 2005, une extension gratuite, La Fournaise des Lamentations, permet d'accéder à une nouvelle carte, l'Empreinte de Grenth, au donjon de la Fournaise des Lamentations ainsi qu'à un nouvel avant-poste, le Camp Militaire de Deldrimor.

## Synopsis
Cette campagne se déroule sur le continent nommé la Tyrie ; le joueur débute à Ascalon, une magnifique cité impériale dirigée par le vieux roi Adelbern, et bien vite, il s'aperçoit de la situation pour le moins précaire à laquelle la ville fait face. En effet, les ennemis, au tout début le peuple des Charrs, sont nombreux et le trouble a tendance à apparaître là où on ne l'attend pas, et les forces du mal se multiplient. Le joueur fait ses premières armes dans ce monde idyllique mais en péril, durant cette période communément appelée Eden, choisit sa profession secondaire, devient de plus en plus puissant. Puis finalement, il assiste à la destruction de la belle cité d'Ascalon par les forces ennemies durant la Fournaise marquant le début de la période post-Eden. S'ensuit alors un long voyage initiatique à travers le continent Tyrien afin de sauver le peuple d'Ascalon, et découvrir l'origine des forces à l'œuvre derrière toutes les instabilités et tous les événements graves qui secouent le continent de part en part, et finalement réaliser la prophétie…

## Environnement
Si le royaume d’Ascalon d’avant la Fournaise semble en tout point sorti d’un conte de fées européen ou d’un livre d’heroic-fantasy, il en est tout autrement après la pluie de feu provoquée par les Charrs. Ascalon n’est plus alors qu’un désert de poussière jonché de blocs de cristaux géants et des ruines d’anciennes cités, où les lacs et les rivières ne sont plus que des bourbiers de goudron et de pétrole et où les humains ont bien du mal à survivre pourchassés par les Charrs. Seules les  ruines du Grand Rempart qui retenaient ces créatures au nord du pays empêchent encore l’anéantissement total de la présence humaine dans ce royaume.
À l’ouest et au sud se trouvent les Cimefroides une chaîne de hautes montagnes, toujours enneigées, habités par les nains. Leur société est en proie à des bouleversements internes important depuis l’apparition d’un mouvement ségrégationniste appelé le Sommet de Pierre. Le roi des Nains, Jalis Martelfer, a d’ailleurs fui vers la Forge de Droknar, une grande cité des Cimesfroides du Sud.
Plus à l’ouest se trouve la Kryte, un immense pays, similaire à l’Amérique centrale, au climat tropical et chaud où alternent les jungles denses, les marais et les plages. Sa capitale, l’Arche du Lion, est le principal port de commerce et la plus grande ville de Tyrie, vers laquelle convergent des marchands venant d'aussi loin que Cantha. Cependant une secte vouant un culte aux nouveaux Dieux Invisibles et dénommée le Blanc-Manteau s’est récemment emparée du pouvoir et semble vouloir installer un joug de fer sur le pays. Celui-ci a affaire notamment aux morts-vivants qui pullulent dans la région.
À l'ouest de la Kryte se trouve la Jungle de Maguuma, ancien refuge des druides, qui ont à présent fusionnés avec la jungle en elle-même. Cette région est une succession de portions de jungle dense, et de canyons plus ou moins arides. Si cette zone est censée être sous le contrôle du Blanc-Manteau, elle sert de refuge a une organisation Krytienne dissidente, la Lame Brillante.
Au sud-est on peut trouver le Désert de Cristal, autrefois une mer, transformées en désert à la suite d'une bataille entre les Dieux. C'est à  présent un grand désert de sable qui contient les ruines de plusieurs civilisations antiques, notamment éloniennes, venues tenter "l'ascension". Outre la faune locale (scarabées des sables, dévoreurs, guivres des sables…) la région est protégée par une mystérieuse race, les Oubliés. Le désert de cristal est aussi le refuge du dragon Brill, auteur des mystérieuses Prophéties du chercheur de la flamme.
Enfin au sud-ouest du continent se trouvent l’archipel des Îles de Feu, une chaîne d’îlots volcaniques où il est dit que les dieux ont caché leurs secrets avant de quitter le monde, car ce lieu fut leur dernière demeure avant leur départ. Il apparaît que cet endroit est le plus dangereux de la Tyrie.

## Système de jeu
Guild Wars Prophecies est relativement bien équilibré entre la partie PvE (pour Player vs. Environnement – Joueur contre Environnent) et la partie PvP (pour Player vs. Player – Joueur contre Joueur). Seul le support du GvG (pour Guild vs. Guild – Guilde contre Guilde), rajouté ultérieurement par mise à jour, était relativement peu développée initialement. Les mois précédents la sortie de Guild Wars Factions ont cependant radicalement changé la donne ; ainsi toutes les arènes PvP de haut-niveau et le hall de guilde ont été déplacés hors de la carte et le Tombeau des Rois Primitifs, point d'entrée du Hall des Héros, a été transformé en un lieu où les joueurs doivent désormais combattre des monstres, faisant ainsi de Prophecies un titre presque exclusivement PvE. Les arènes PvP, la hall de guilde et le tournoi mondial restent cependant toujours accessibles en se rendant aux Îles Antagonistes, un nouvel archipel commun à tous les chapitres Guild Wars, en prenant le bateau à l'Arche du Lion.
La partie PvE est quant à elle assez extensive, même si elle se rapproche bien plus d’un Diablo que d’un World of Warcraft. Le joueur voyage en effet longtemps et loin, alternant exploits héroïques, course-poursuites et fuites parsemés de révélations scénaristiques fracassantes savamment orchestrées (quoique prévisibles). À quelques rares exceptions près et contrairement à la campagne de Factions, il est assez rare que le joueur doive ici forcément faire les missions coopératives du jeu, missions faisant avancer l’intrigue principale, pour pouvoir avancer sur la carte. De même dans Prophecies, les missions coopératives, ou coop, comportent chacune une mission secondaire appelée bonus aux objectifs bien distincts qui demandent en général un sens tactique, une coordination ou une planification des taches avancé voir une exploration plus poussée de la carte au joueur et à son équipe pour pouvoir être remportés.

### Run
Toutes les régions du monde de Guild Wars Prophecies, à l'exception du Désert de Cristal et de L'Archipel des Îles de Feu, sont accessibles sans passer par les missions coopératives. Certains joueurs peuvent accéder ainsi aux Cimefroides du Sud avec un niveau très faible. En effet, d'autres joueurs plus expérimentés, appelés runners, escortent les joueurs vers une autre zone (prochaine mission, avant-poste ou ville principale) contre une certaine somme d'argent. Généralement, les runners sont des Assassins, car ce choix de profession leur assurent une bonne vitesse et une capacité de soins non négligeable. Les passages les plus fréquents pour les runs sont :
- des Cimefroides du Nord aux Cimefroides du Sud ;
- run vers Deldrimor ;
- des Cimefroides du Nord à la Kryte ;
- Enfin, il est possible de passer directement du centre de la Kryte (Temple des Ages) vers le dernier avant-poste, le Récif Sacré (mission coopérative), avant le désert, permettant de passer toute la partie Jungle de Maguuma.

Il existe aussi des runners qui proposent d'escorter le joueur dans tout le désert de cristal afin d'avoir accès aux missions de coopérations qui, une fois réalisées, (et là il est encore possible de se faire runner les missions) permettront d'accéder à l'ascension de votre personnage (atteindre son plus haut niveau). Le run est en fait une partie intégrante de l'économie du monde Guild Wars et ceci sans pérorer sur la durée de vie et l'intérêt du jeu.

### Zones Élites
Il existe quatre zones élites, où la difficulté de jeu est accrue, et donc où les ennemis laissent tomber à leur mort (ou drop) des armes ayant une valeur et une puissance supérieure à ce que l'on peut trouver dans les autres régions. Ces objets, très rares, sont de couleur verte.
Les deux premières zones sont propres à Guild Wars Prophecies :
- La Fournaise des Lamentations, accessible depuis L'Empreinte de Grenth (Cimefroides du Sud) ;
- Une série de quatre cartes habituellement dédiées au PvP mais reconverties en PvE et baptisées par les joueurs L'Outre Monde 2, accessibles depuis le Tombeau des Rois Primitifs.

Les deux autres zones sont communes à tous les titres Guild Wars et sont accessibles via les lieux consacrés aux Dieux quand la Faveur Divine est accordée. Dans Guild Wars Prophecies, cet accès se fait au Temple des Ages :
- La Fissure du Malheur, domaine du Dieu Balthazar ;
- L'Outre Monde, domaine du Dieu Grenth.

Il est obligatoire d'avoir fait son Ascension, et très fortement recommandé d'avoir le niveau 20 avant de se rendre dans ces zones en raison de la puissance des ennemis que le joueur aura à affronter pour survivre. De plus, il est nécessaire de payer 1000 pièces d'or (équivalent à un lingot de platine) par groupe de huit, à l'Avatar du Dieu choisit ou d'utiliser un parchemin de passage pour se rendre dans la Fissure ou dans l'Outre Monde.

## Professions
Prophecies inclut les six professions communes à tous les chapitres de Guild Wars :
- Les élémentalistes (El)
- Les envoûteurs (En)
- Les guerriers (G)
- Les moines (M)
- Les nécromants (N)
- Les rôdeurs (R)

C'est dans Prophecies que les six professions de bases sont exploitables à leur potentiel maximal ; elles disposent en effet d'un jeu de compétences plus que complet et bien étudié puisqu'elles ont été spécialement développées pour ce jeu. Les détenteurs de comptes fusionnés peuvent cependant faire voyager les personnages Tyriens vers les continents couverts par les autres jeux de la série, et dans le cadre des professions de base apprendre de nouvelles compétences.

## Restrictions
Les restrictions suivantes sont imposées aux personnages provenant des chapitres de la série :
- Il est possible de faire les missions coopératives et d'accéder aux zones du début du jeu ce qui permet la réalisation des titres Protecteur de Tyrie et Grand Maître Cartographe de Tyrie. Cependant, les personnages étrangers complétant ces missions ne gagnent pas de point de compétence.
- Les PnJs ne donnent pas de missions ou de quête mineures dans Ascalon et dans les Cimefroides du Nord.
- Il est impossible de se rendre dans l'Ascalon d'avant la Fournaise.
- Il est possible de trouver en Tyrie des compétences spécifiques aux classes propres aux autres chapitres depuis l'arrivée de la Guerre en Kryte. Il est aussi possible de trouver sur des ennemis d'une profession venue d'un autre chapitre des armes utilisables pour ces professions. Cependant, il n'est pas possible de trouver des armures.